# ماريوس جوراسيك
ماريوس جوراسيك (بالبولندية: Mariusz Jurasik) مواليد 4 مايو 1976 في زاجان، هو لاعب كرة يد بولندي يلعب كجناح أيمن. يلعب حاليا مع فيف تارغي كيلسي ويحمل الرقم 13. مثل منتخب بولندا لكرة اليد. شارك في دورة الألعاب الأولمبية الصيفية سنة 2008. حقق المركز الثاني في بطولة العالم لكرة اليد للرجال 2007.

## المسيرة الاحترافية
لعب مع فيف تارغي كيلسي من سنة 1996 إلى 2001، ثم لعب مع نادي فيسوا بوتسك لكرة اليد من سنة 2001 إلى 2003، ثم لعب مع فيف تارغي كيلسي من سنة 2009 إلى 2012.

## الميداليات
| الميدالية | المسابقة                           |
| --------- | ---------------------------------- |
| فضية      | بطولة العالم لكرة اليد للرجال 2007 |
| برونزية   | بطولة العالم لكرة اليد للرجال 2009 |

## روابط خارجية
- ماريوس جوراسيك على موقع الاتحاد الأوروبي لكرة اليد (الإنجليزية)
- ماريوس جوراسيك على موقع أوليمبيديا (الإنجليزية)